# 喜茶
喜茶（曾名皇茶）是中国大陆连锁茶饮品牌，2012年由聂云宸創立，现由深圳美西西餐饮管理有限公司运营，总部设在广东省深圳市南山区航天科技广场。
该公司依赖社交媒体口碑营销以减少广告支出。年轻消费者是其主要客户。初期设店在一二线城市的繁华购物中心，开放加盟后迅速进军三四线城市市场，主打产品为奶盖茶和水果茶。 喜茶市场策略以满足年轻人的社交需求，身份需求和自我认知需求，用它的口味、包装、价格、营销手段、门店装修风格、甚至是排队的大学生的穿着，向周围的人群暗示来这里买奶茶的都是追求潮流的人，成为它能快速在市场崛起的因素。

## 历史

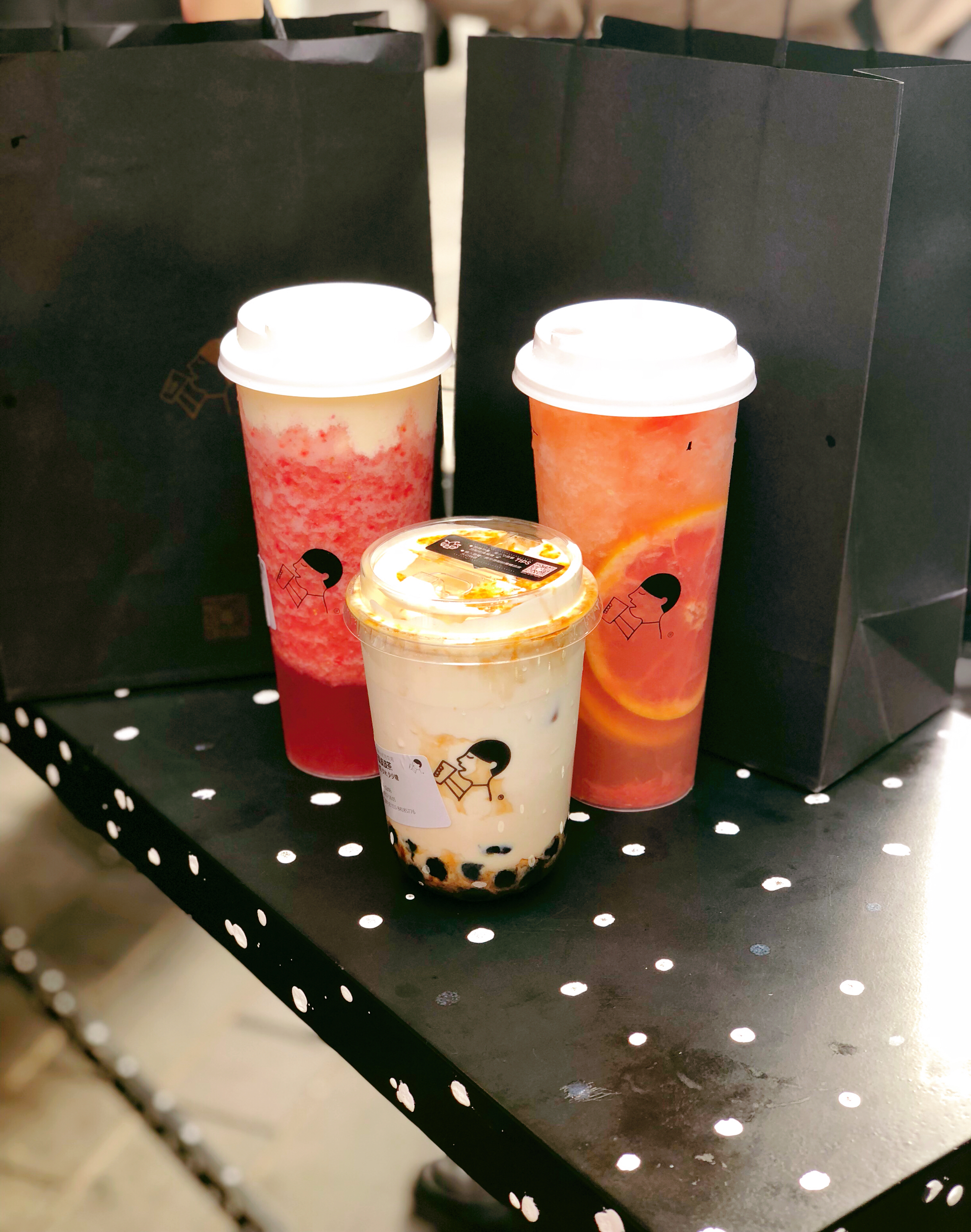
喜茶

2012年5月12日，喜茶创始人聂云宸在广东江门市江边里（九中街）以皇茶（Royaltea）的名字开出第一家门店，主营“芝士茶”，以天然原料作为特色迅速走红，其后陆续进入中山、佛山、东莞、惠州等周边城市。2015年10月、12月，先后进入广州、深圳两大一线城市市场。
2016年，因仿冒店太多、无法注册商标等原因正式改名“喜茶”，获得IDG资本及天使投资人何伯权一亿元的投资，并首次跨省进入广西市场。
2017年2月，首次进军上海，首店上海来福士广场店因大排长龙开始在社交网络引起话题。2017年3月，旗下烘焙品牌“喜茶热麦”首店在广州开业。
2018年11月，进军海外市场，在新加坡ION Orchard商场开设首间海外门店。2018年12月24日，第一家香港分店在沙田新城市广场开业，首天开业排长龙等逾5小时。
2020年3月，推出主打高性价比的子品牌“喜小茶饮料厂”。2020年6月，以“喜小瓶”进军瓶装饮料市场，首款产品为气泡水。
2021年7月，喜茶完成新一轮5亿美元的融资，刷新中国茶饮界融资纪录，估值达600亿人民币。
2022年年初，因增长乏力，喜茶宣布下调部分产品价格，年内不再推出29元以上的饮品类新品，11月，关闭了旗下子品牌“喜小茶”的所有门店。2022年11月3日，喜茶对外宣布，在原直营模式基础上开放加盟模式，面向二三线城市以下的大众市场扩大门店规模。2023年3月，开放海外市场加盟申请。

## 联名活动
2022年9月6日，喜茶与《原神》合作推出联名限定饮品。双方以游戏角色“神里绫人、神里绫华”为灵感，结合《原神》游戏角色的特征，上线了“绫人·水影龙眼椰”、“绫华·寒霜龙眼椰”两款联名产品。产品以当季新鲜龙眼、椰子水、生椰乳为原料，加入创新的小料“绯樱波波”。同时喜茶还推出联名包材、瓶装果汁茶主题包装等。喜茶通过这种覆盖现制茶饮和瓶装产品、包材和周边，贯穿全品类体验的联名合作方式，为消费者带来全方位的灵感体验。
2023年6月29日，喜茶与周星馳電影《喜劇之王》合作推出『谁是喜剧之王』活動，活動包括期間限定飲品“初恋瓜瓜甘露”和角色形象的杯套、杯贴、徽章、立牌，以及对应《演员的自我修养》的“喜人的自我修养”挂件。此外，喜茶在广州天环广场LAB、深圳欢乐海岸LAB、香港铜锣湾时代广场、澳门威尼斯人的四家门店进行了《喜剧之王》联名深度氛围布置，以主题门店的形式丰富联名活动，给喜爱这部电影的消费者带来更多体验内容。
2024年2月1日，因應電視劇《繁花》熱播，因此合作推出联名饮品繁花（白兰香），以及联名包材及周边产品，有杯贴、纪念票根、黄河路贴纸等。该产品先期在上海上市，2月5日在中国大陆各地上市。

## 门店

### 门店种类
- 标准店
- LAB店（Heytea Lab）：实验室风格的概念门店，首店于2016年10月在深圳福田区中心城廣場开业。
- 黑金店（Heytea Black）：以黑色为主金色为辅的主题设计门店，定位摩登轻奢，首店于2017年1月在深圳万象城开业。
- 热麦店（Heytea Bakery）：以现做烘焙面包产品为主要卖点的门店，首店于2017年3月在广州惠福东路开业。
- PINK店（Heytea Pink）：粉色主题设计门店，以年轻女性顾客为目标客户群，首店于2017年9月在深圳万象天地开业。
- DP店（Heytea DP）：起源于“喜茶白日梦计划”（Heytea Daydreamer Project），店面设计与独立设计师进行跨界合作，首店于2017年10月在深圳壹方城开业。
- GO店（Heytea Go）：走极简风格的社区智慧门店，占地面积小，顾客仅可通过“喜茶GO”微信小程序或應用在线下单，首店于2018年8月在深圳讯美科技广场开业。
- 茶空间店：与标准店提供相同菜单，但有特别设计的门店元素。

## 相关事件

### 食品安全
随着喜茶的不断扩张，喜茶各门店亦存在食品安全问题。
在2018年12月至2019年6月的半年內，喜茶共曝出4次卫生问题，其中包括内部环境脏乱差问题，以及饮品内有飞虫等问题。
2018年12月4日，喜茶上海兴业太古汇店被消费者指喝到疑似「透明指套」的不明物体。随后，喜茶回应店内的包装、服装和用具均没有类似透明物体，也没有使用类似指套的用具，担心是「不正规的跑腿员在送货过程中导致」。
2019年1月4日，喜茶西安赛格店被指存在卫生问题。一名内地美食博主发表文章及图片，指该店于2018年12月31日晚上8时55分，店内脏乱差，一片狼藉，操作间也存在卫生问题。博主表示已向当地食品药品监督管理局投诉。随后，西安市雁塔区食品药品监督管理局安排执法人员到店内检查，约谈该店负责人及要求整改。喜茶西北区发展负责人回应媒体查询时表示，当天是跨年夜，客流量大增，以致店内环境卫生没有及时清理，已配合相关部门调查和整改，杜绝再发生类似情况。2019年1月5日，喜茶官方微博也发出通报，回应事件，对食品安全作出保证。
2019年4月30日，厦门市思明区市场监管局开展专项检查，重点抽检网红餐饮店，其中喜茶厦门万象城店被监管人员发现多项衞生指标不合格，包括后厨地面积水较多，水果等食材未按要求离地10厘米存放，其中盛放水果的容器ATP指数更严重超标，表示餐具清洁程度不达标。执法人员责令该店立即整改，做好衞生。5月8日监管人员再次检查，经查检测合格，ATP指数也符合要求。喜茶相关负责人回应媒体查询时表示，该事件暴露了厦门万象城店开业初期员工执行不到位，已加强管理措施，杜绝问题再次发生，而在第二次复查中已符合相关要求。

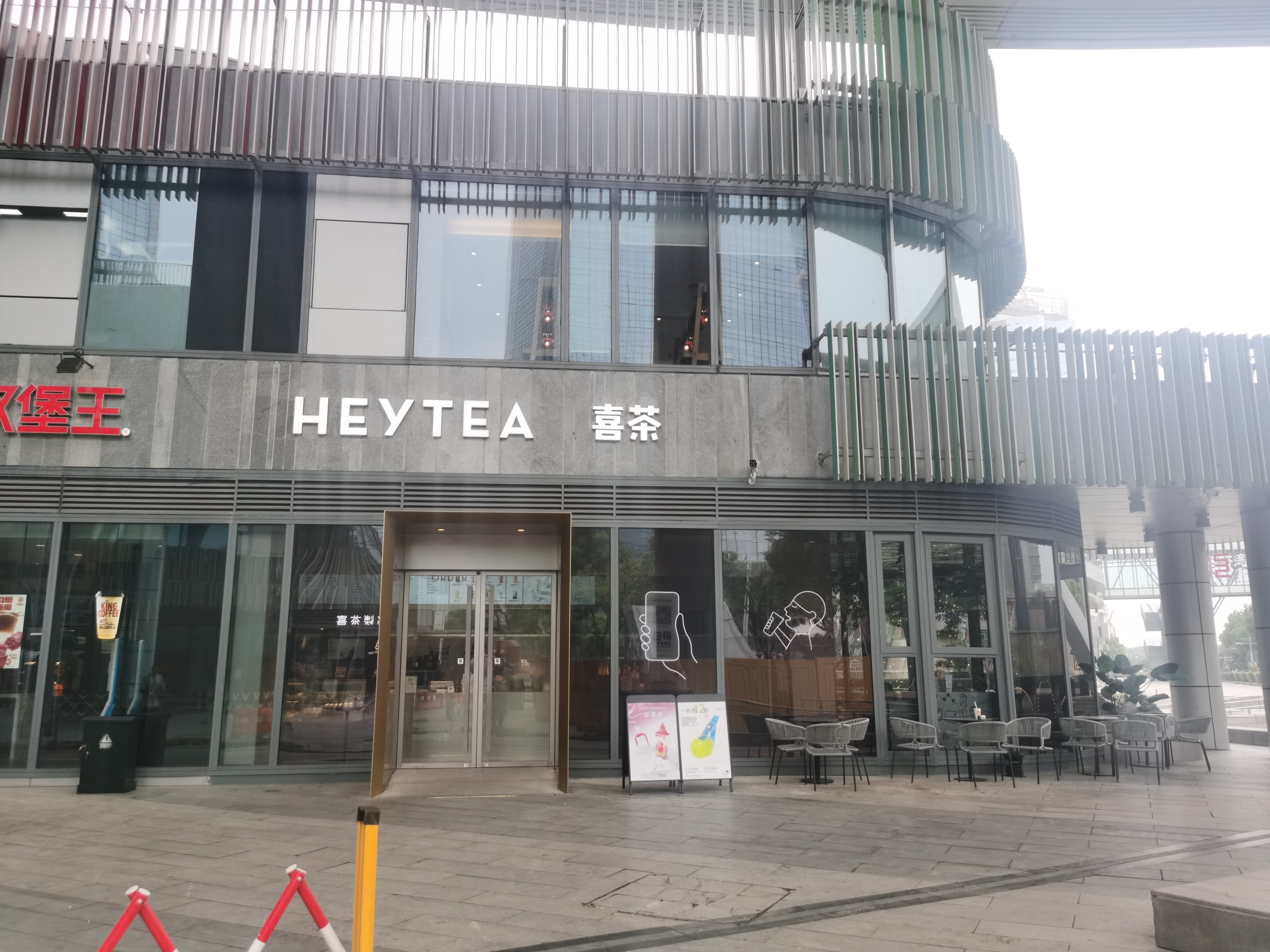
设在苏州圆融时代广场的喜茶门店（2021年）

2019年5月底，有女士在喜茶苏州圆融时代广场店购买了一杯水果茶，发现了一只绿头大苍蝇。其后官方通报称，该店店堂内及操作台上飞虫很多，现场对门店开具了停业整改的通知书，要求店家及时进行整改。而喜茶发表致歉声明称，由于此分店开于湖边，因此飞虫较多，并称若该分店无法找到有效方法解决飞虫问题，考虑将其永久关店。但网友认为喜茶存在推卸责任的嫌疑。该店发生问题后，随即被监管部门要求停业整改，涉事区域经理及门店店长停职。
2020年6月2日，南京市玄武区市场监督管理局对该市冷饮进行抽检，及后发表报告。报告指出喜茶南京市珠江路门店食用冰菌落总数为每毫升1200CFU，超过标准11倍。另有4个批次样品存在微生物污染，当中包括南京市珠江路门店的1个批次纯奶茶以及南京市中山路门店3个批次果茶，这4个批次样品中有3个同时被检出大肠菌群。随后，市场监督管理局约谈喜茶负责人，要求加强环境卫生及人员管理，并要求提交整改报告。6月13日，喜茶在官方微博发布道歉声明，指初步了解原因为操作不规范，例如取冰时把使用过的冰铲直接放置于冰块上，制作饮品时冷藏牛奶放置于常温时间太久等，表示会第一时间对涉事两家门店进行整改，并即时对南京市15家门店展开自查，及加强管理和培训。
2021年8月29日，喜茶上海南翔印象城店误将展示样品卖给顾客，导致顾客需要洗胃。一名顾客透过喜茶微信小程序下单一瓶双炸杨桃油柑和一杯烤黑糖波波牛乳茶，没有为意店员将展示样品当作双炸杨桃油柑，喝了一口之后感到有异，马上返回店铺，店员确认该瓶装饮料为样品，并陪同顾客到医院检查及洗胃。喜茶当晚从供应商取得报告并告知顾客，样品液体成分为有一定毒性的正己烷。8月31日，喜茶负责人向顾客表示成份应为「不含有毒有害物质」的液態硅胶，愿意赔偿一切费用。9月3日，喜茶公开发布致歉声明，表示全国门店已下架同款陈列道具，并在顾客及监管机构陪同下将同批次陈列样品送检。

### 遭山寨
因为喜茶的兴起，一些茶饮店业者也开始仿效喜茶的人气度开设山寨店。对此，喜茶公司反映称上述山寨店与喜茶无关。另外，喜茶不开放加盟，所有门店均为直营。喜茶表示，与喜茶原名「皇茶」相同的茶饮店也均和喜茶无关。

### 涨价事件
2020年4月9日，紧接着海底捞在中国大陆疫情稍缓以及复工后涨价，喜茶被多家媒体报道产品涨价2元（人民币，下同），使多款饮品售价超过30元，也带领顶尖品牌进入30元时代。事件一度成为微博热搜话题，阅读量达2.3亿。喜茶回应实际上只有5款饮品涨价，原因为原料成本上升，与疫情没有必然关系。

### 喜茶涉嫌虚假宣传被罚
2021年12月，喜茶因“利用广告对商品或服务作虚假宣传，欺骗和误导消费者”被中国上海宝山区市场监督管理局罚款45万元。

### 涉嫌违反宗教法律
2023年11月28日，喜茶与景德镇中国陶瓷博物馆联名款茶拿铁及周边包装上市销售，其联名配套推出三款特别设计的杯子和冰箱贴分别以无语菩萨、欢喜罗汉和伏虎罗汉为主题。但根据中国《宗教事务管理条例》规定，禁止以宗教名义进行商业宣传。12月1日，深圳市民族宗教事务局约谈了喜茶公司，后于3日对产品进行下架，同时就相关情况作出检查。

## 竞品
- 乐乐茶
- 厝内小眷村
- 鹿角巷THE ALLEY
- 奈雪的茶
- 茶颜悦色
- 蜜雪冰城
- 貢茶
- 霸王茶姬
- 本宫的茶
- 茶百道